# Epiphora perspicua
Epiphora perspicua is een vlinder uit de familie nachtpauwogen (Saturniidae), onderfamilie Saturniinae.
De wetenschappelijke naam van de soort is, als Attacus perspicuus, voor het eerst geldig gepubliceerd door Butler in 1878.
De soort komt voor in het Afrotropisch gebied.